# باشگاه والیبال آ. اس. کن
باشگاه والیبال آ. اس. کن (به انگلیسی: AS Cannes Volley-Ball) یک باشگاه والیبال مردان حرفه‌ای مستقر در کن، فرانسه است که در پرو آ فرانسه حضور دارد. این باشگاه قهرمان ۹ دوره لیگ پرو آ است.